# Matese
Los montes del Matese forman parte de los Apeninos samnitas y se extienden por dos regiones (Molise y Campania) y cuatro provincias (Campobasso, Isernia, Benevento y Caserta).
La cima más alta se encuentra en Molise y es el monte Miletto (2050 m s. n. m.), segundo la Gallinola (1.923 m), el monte Mutria (1.823 m), el monte Monaco di Gioia y el monte Maio. El macizo del Matese al oeste da al valle del medio Volturno en vista de montes Trebulanos, al este sonre la zona preapenínica molisana, al norte está limitado por los montes de las Mainarde y de la Majella al sur sobre los montes de Camposauro y Taburno. 
De norte al sur el macizo alcanza una extensión de alrededor de 60 km, mientras que de este a oeste es de cerca de 25 km. Los montes forman parte del Parque Regional del Matese. Hay en él un lago de origen glaciar (el lago del Matese), dos lagos artificiales (de Gallo Matese y de Letino, formado por la presa sobre el río Lete) y las estaciones de esquí de Bocca della Selva y Campitello Matese, que tiene una estación de las más importantes del Mezzogiorno.
La flora varía según la altitud: a cota media está presente el haya y a mayor altura abetos, mientras que en lo bajo se encuentran abedules, enebros, robles y castaños. Más al sur se pueden encontrar bosques de encina.